# Somankidi
Somankidy est une commune urbaine malienne de l'arrondissement de Samé, dans le cercle de Kayes dans la  région de Kayes.

## Géographie
Le village est situé sur la rive droite du fleuve Sénégal à 25 km au nord-ouest de Kayes.
| Bangassi     | Bangassi      |          |
| Kéméné Tambo | Somankidi     | Bangassi |
|              | Samé Diomgoma | Bangassi |

## Histoire
(Située dans le pays de la Guïdimaxa, Somankidi est un village fondé vers le XVe siècle par les Diabira venus de Bambiguillou[réf. nécessaire].
(Le chef de village est, actuellement[réf. souhaitée], Silly Diabira, dit Gobi.)

## Village
La commune s'étend sur trois localités relevées lors du recensement général de 2009 :
- Somankidi ;
- Bellou ;
- Goumbe.